# 미시시피주의 대학 목록
다음은 미국 미시시피주의 대학 목록이다.

## 주립

### 4년제
- 미시시피 주립 대학교
- 미시시피 대학교

## 사립
- 리폼드 신학교

## 같이 보기
- 미국의 대학 목록
- 대학 목록